# Steve MacLean
Steven George MacLean (Edimburgo, Escocia, 23 de agosto de 1982) es un exfutbolista escocés que jugaba de delantero.
Se retiró al término de la temporada 2019-20 y se unió al cuerpo técnico del St. Johnstone F. C.

## Selección nacional
Fue internacional con la selección de fútbol sub-21 de Escocia.

## Clubes
| Club                             | País       | Año       |
| -------------------------------- | ---------- | --------- |
| Rangers F. C.                    | Escocia    | 2002-2004 |
| Scunthorpe United F. C. (cedido) | Inglaterra | 2003-2004 |
| Sheffield Wednesday F. C.        | Inglaterra | 2004-2007 |
| Cardiff City F. C.               | Gales      | 2007-2008 |
| Plymouth Argyle F. C.            | Inglaterra | 2008-2011 |
| Aberdeen F. C. (cedido)          | Escocia    | 2010      |
| Oxford United F. C. (cedido)     | Inglaterra | 2010-2011 |
| Yeovil Town F. C.                | Inglaterra | 2011-2012 |
| Cheltenham Town F. C. (cedido)   | Inglaterra | 2012      |
| St. Johnstone F. C.              | Escocia    | 2012-2018 |
| Heart of Midlothian F. C.        | Escocia    | 2018-2020 |
| Raith Rovers F. C. (cedido)      | Escocia    | 2020      |

## Palmarés

### Campeonatos nacionales
| Título          | Club                | País    | Año  |
| --------------- | ------------------- | ------- | ---- |
| Copa de Escocia | Rangers F. C.       | Escocia | 2003 |
| Copa de Escocia | St. Johnstone F. C. | Escocia | 2014 |